# Diocesi episcopale del Massachusetts occidentale
La diocesi del Massachusetts occidentale (in latino: Dioecesis de Massachusetta occidentalis ) è una sede della Chiesa Episcopale situata nella regione ecclesiastica Provincia 1. Nel 2010 contava 16.703 battezzati. È attualmente retta dal vescovo Douglas John Fisher.

## Territorio
La diocesi comprende cinque contee dello stato del Massachusetts, negli Stati Uniti: Berkshire, Franklin, Hampden, Hampshire e Worcester.
Sede vescovile è la città di Springfield, dove si trova la cattedrale di Cristo (Christ Church Cathedral).
Il territorio si estende su 11.472 km ed è suddiviso in 67 parrocchie.

## Storia
Il territorio della diocesi venne ricavato dalla Diocesi episcopale del Massachusetts, è venne eretta formalmente diocesi il 10 novembre 1901. Il primo vescovo, il reverendo Alexander Hamilton Vinton, venne eletto durante una riunione speciale il 22 gennaio 1902.
Le prime due parrocchie episcopali in quella che sarebbe diventata la diocesi erano quella a Great Barrington, costruita nel 1762, e quella a Lanesborough, costruita nel 1767 sulle sponde del fiume Housatonic, in un primo momento facente parte della Diocesi episcopale del Connecticut.

## Cronotassi dei vescovi
- Alexander Hamilton Vinton (1902 - 1911)
- Thomas Frederick Davies (1911 - 1936)
- William Appleton Lawrence (1937 - 1957)
- Robert McConnell Hatch (1957 - 1970)
- Alexander Doig Stewart (1970 - 1984)
- Andrew Frederick Wissemann (1984 - 1992)
- Robert Scott Denig (1993 - 1995)
- Gordon Paul Scruton (1996 - 2012)
- Douglas John Fisher, dal 2012